# Cellaria subtropicalis
Cellaria subtropicalis is een mosdiertjessoort uit de familie van de Cellariidae. De wetenschappelijke naam van de soort is voor het eerst geldig gepubliceerd in 2010 door Vieira, Gordon, Souza & Haddad.